# Validez de constructo
La validez de constructo es “el grado en que una prueba mide los significados que esta da.” En el modelo clásico de validez, la validez de constructo es uno de los tres tipos principales de evidencia de validez, junto a la validez de contenido y validez de criterio. La teoría moderna de la validez define a la validez de constructo como la preocupación primordial de la investigación en validez, considerando los otros tipos de evidencia de validez.
La validez de constructo es la adecuación de las inferencias hechas sobre la base de observaciones o mediciones (a menudo resultados de exámenes), específicamente si una prueba mide el constructo previsto. Las construcciones son abstracciones que son creadas deliberadamente por los investigadores con el fin de conceptualizar la variable latente, que es la causa de las puntuaciones en una determinada medida (aunque no es directamente observable). La validez de constructo examina la pregunta: ¿La medida se comporta como la teoría dice que una medida de construcción debe comportarse?
La validez de constructo es esencial para la validez general percibida de la prueba. La validez de constructo es particularmente importante en las ciencias sociales, psicología, psicometría y estudios de idiomas.
Psicólogos como Samuel Messick (1989) han impulsado una visión unificada de la validez de constructo "... como un juicio evaluativo integral del grado en que la evidencia empírica y fundamentos teóricos apoyan la idoneidad y adecuación de las inferencias y acciones basadas en resultados de las pruebas..." La clave para la validez de constructo son las ideas teóricas detrás del rasgo en cuestión, es decir, los conceptos que definen cómo son vistos los aspectos de la personalidad, inteligencia, etc. Paul Meehl afirma que "la mejor construcción es la que rodea a la que puede construir el mayor número de inferencias, de la manera más directa

## Historia
A lo largo de la década de 1940 los científicos habían estado tratando de encontrar maneras para validar experimentos antes de publicarlos. El resultado de esto fue una mirada de diferentes vigencias (validez intrínseca, validez de cara, validez lógica, validez empírica, etc.). Esto hizo que fuera difícil decir cuáles no eran útiles en absoluto. Hasta mediados de la década de 1950 había muy pocos métodos universalmente aceptados para validar experimentos psicológicos. La razón principal de esto era porque nadie se había dado cuenta exactamente las cualidades que deben ser consideradas antes de publicarlo. Entre 1950 y 1954 el Comité de APA en Pruebas Psicológicas reunió y discutió los temas relacionados con la validación de los experimentos psicológicos.
Alrededor de este tiempo el término de la validez de constructo fue acuñado por primera vez por Paul Meehl y Lee Cronbach en su artículo seminal Validez de Constructo En Pruebas Psicológicas. Tomaron nota de que la idea de la validez de constructo no era nuevo en ese punto. Más bien, fue una combinación de diferentes tipos de validez que se ocupan de los conceptos teóricos. Se proponen los siguientes tres pasos para evaluar la validez de constructo:
1. Articular un conjunto de conceptos teóricos y sus interrelaciones
2. Desarrollar formas de medir las construcciones hipotéticas propuestas por la teoría
3. Probar empíricamente las relaciones hipotéticas[2]

Muchos psicólogos señalan que una función importante de la validez de constructo en psicometría fue que se ponga más énfasis en la teoría en lugar de la validación. El problema central con la validación fue que una prueba podría ser validado, pero eso no necesariamente muestra que mide el constructo teórico que pretende medir.
La validez de constructo tiene tres aspectos o componentes: el componente sustantivo, componentes estructurales y componentes externos. Están relacionados cerca de tres etapas en el proceso de construcción de pruebas: constitución de la agrupación de artículos, análisis y selección de la estructura interna de los elementos, y la correlación de resultados de las pruebas con criterios y otras variables.
En la década de 1970 hubo un debate que comenzó a ver la validez de constructo como el modelo dominante que empuja hacia una teoría más unificada de validez y que continuó trabajando a partir de múltiples marcos de validez.  Psicólogos e investigadores de educación vieron que "la validez de constructo fue el conjunto de validez desde el punto de vista científico" En la versión de '1974' Las Normas para la Educación y Pruebas Psicológicas  la interrelación de los tres aspectos diferentes de validez fue reconocida: "Estos aspectos de la validez pueden ser discutidos de manera independiente, pero sólo por conveniencia. Ellos están interrelacionados operacionalmente y lógicamente, sólo rara vez se ve a uno de ellos en una situación particular ". En 1989 Messick presentó una nueva conceptualización de la validez de constructo como un concepto unificado y multifacético. En este marco, todas las formas de validez están conectados y dependen de la calidad de la construcción. Señaló que una teoría unificada no era su propia idea, sino más bien la culminación de debate y discusión dentro de la comunidad científica en las décadas anteriores. Hay seis aspectos de la validez de constructo en la Teoría Unificada de Messick de validez de constructo. Examinan seis temas que miden la calidad de una prueba de la validez de constructo:
1. Consecuenciales- ¿Cuáles son los riesgos potenciales si los resultados son, en realidad, no válidos o mal interpretados? ¿La prueba todavía vale la pena dado los riesgos?
2. Contenido- ¿Las tareas de la prueba parecen estar midiendo el constructo de interés?
3. Sustantivo- ¿Es el fundamento teórico que subyace en la construcción del sonido de interés?
4. Estructural- ¿Las interrelaciones de las dimensiones medidas por la prueba se correlacionan con la construcción de las puntuaciones de los intereses y de las pruebas?
5. Externos- ¿La prueba tendrá cualidades convergentes, discriminantes y predictivas?
6. Generalización- ¿La prueba de generalizar lo hace a través de diferentes grupos, configuraciones y tareas?

La validez de constructo sigue siendo un tema de debate para los teóricos de validez. El núcleo de la diferencia está en una epistemología diferencia entre positivista y post-positivistas teóricos.

## Evaluación
La evaluación de la validez de constructo requiere que las correlaciones de las medidas sean examinadas en cuanto a las variables que se sabe que están relacionados con la construcción. Esto es consistente con la matriz multirrasgo-multimétodo (MTMM) para examinar la validez de constructo que se describe en el artículo de referencia de Campbell y Fiske (1959). Hay otros métodos para evaluar la validez de constructo además de MTMM. Puede ser evaluado a través de diferentes formas de análisis factorial, modelado de ecuaciones estructurales (SEM), y otras evaluaciones estadísticas. Es importante tener en cuenta que un solo estudio no prueba la validez de constructo. Más bien se trata de un proceso continuo de evaluación, revaluación, refinamiento y desarrollo. Las correlaciones que se ajustan al patrón esperado contribuyen a la evidencia de validez de constructo. La validez de constructo se está evaluando en un juicio basado en la acumulación de las correlaciones de numerosos estudios utilizando el instrumento.
La mayoría de los investigadores intentan probar la validez de constructo antes de la investigación principal. Para hacer esto los estudios piloto deben ser utilizados. Los estudios piloto son estudios preliminares a pequeña escala destinadas a comprobar la viabilidad de una prueba a gran escala. Estos estudios piloto establecen la fuerza de su investigación y les permiten hacer los ajustes necesarios. Otro método es la técnica de grupos conocidos, que consiste en administrar el instrumento de medición a grupos que se espera cierta diferencia debido a las características conocidas. La prueba hipotética de relación implica el análisis lógico basado en la teoría o la investigación previa. Los Estudios de intervención son otro método para evaluar la validez de constructo. Los estudios de intervención se utilizan en un grupo con puntuaciones bajas en la construcción, les enseña la construcción, y luego vuelven a medir con diferentes pruebas la validez de constructo. Si hay una diferencia notoria entre el post-test y el pre-test, los cuales son analizados mediante pruebas estadísticas, entonces esto puede demostrar una buena validez de constructo.

### Validez convergente y discriminante
La validez convergente y la validez discriminante son los dos subtipos de validez que conforman la validez de constructo. La validez convergente se refiere al grado en que dos medidas de constructos que, en teoría, deberían estar relacionadas, están efectivamente relacionadas. En contraste, la validez discriminante evalúa si conceptos o mediciones que se supone que no deben estar relacionados, en realidad no lo están.
Tomemos, por ejemplo, el constructo de la felicidad general. Si una medida de felicidad general tiene validez convergente, entonces los constructos similares a la felicidad (satisfacción, contento, alegría, etc.) deberían relacionarse positivamente con la medida de felicidad general. Si esta medida tiene validez discriminante, entonces los constructos que no deberían estar relacionados positivamente con la felicidad general (tristeza, depresión, desesperanza, etc.) no deberían relacionarse con la medida de felicidad general.
Las mediciones pueden tener uno de los subtipos de validez de constructo y no el otro. Siguiendo el ejemplo de la felicidad general, un investigador podría crear un inventario en el que haya una correlación positiva muy alta entre la felicidad general y el contento, pero si también existe una correlación positiva significativa entre la felicidad y la depresión, entonces la validez de constructo de la medida se pone en duda. La prueba tiene validez convergente, pero no validez discriminante.

### Red nomológica
Paul Meehl y Lee Cronbach (1957) propusieron que el desarrollo de una red nomológica era esencial para la medición de un análisis de validez de constructo. Una red nomológica define un constructo ilustrando su relación con otras construcciones y comportamientos. Es una representación de los conceptos (constructos) de interés en un estudio, sus manifestaciones observables y la interrelación entre ellos. Examina si las relaciones entre construcción similar se consideran con las relaciones entre las medidas observadas de las construcciones. La observación minuciosa de las construcciones de las relaciones entre sí puede generar nuevas construcciones. Por ejemplo, inteligencia y memoria de trabajo se consideran construcciones altamente relacionadas. A través de la observación de sus componentes subyacentes, psicólogos han desarrollado nuevos constructos teóricos tales como: la atención controlada y carga a corto plazo. La creación de una red nomológica también puede hacer la observación y medición de las construcciones existentes más eficiente mediante la localización de errores. Los investigadores han encontrado que el estudio de los golpes en el cráneo humano (frenología) no son indicadores de inteligencia, pero el volumen del cerebro si lo es. Quitando la teoría de la frenología de la red nomológica de la inteligencia y añadiendo la teoría de la evolución de la masa cerebral, las construcciones de inteligencia se hacen más eficientes y más potentes. El tejido de todos estos conceptos interrelacionados y sus rasgos observables crea una "red" que apoya su concepto teórico. Por ejemplo, en la red nomológica para el logro académico, esperaríamos rasgos observables de rendimiento académico (es decir, GPA, SAT, y las calificaciones de ACT) para relacionarse con los rasgos observables para estudio (horas dedicadas a estudiar, de atención en clase, detalle de las notas). Si no lo hacen, entonces hay un problema con la medida (de rendimiento académico o estudiosidad), o con la supuesta teoría de logro. Si ellos son indicadores de unos a otros entonces la red nomológica, y por lo tanto la teoría construida, de logros académicos se fortalece. Aunque la red nomológica propuso una teoría de cómo fortalecer las construcciones, no nos dice cómo podemos evaluar la validez de constructo en un estudio.

### Matriz multirasgo-multimétodo
La matriz multirasgo-multimétodo (MTMM) es un enfoque para examinar la validez de Constructo desarrollada por Campbell y Fiske (1959). Este modelo examina la convergencia (evidencia que los diferentes métodos de medición de un constructo dan resultados similares) y discriminabilidad (capacidad para diferenciar el constructo de otros constructos relacionados). Mide seis rasgos: la evaluación de la validez convergente, la evaluación de la validez discriminante, unidades rasgo-método, multirrasgo-multimétodo, metodologías verdaderamente diferentes, y las características de rasgo. Este diseño permite a los investigadores probar para: "la convergencia a través de diferentes medidas de... de la misma "cosa "... y por la divergencia entre las medidas... de 'cosas' relacionadas pero conceptualmente distintas.

## Amenazas a la validez de constructo
La validez de constructo puede ser engañosa debido a una serie de problemas. Las consideraciones normales de control experimental son importantes. En particular, en experimentos humanos, el participante y los conocimientos con respecto a la construcción o hipótesis adivinanda puede alterar las respuestas a fin de crear un apoyo ilusorio para la validez (p.ej. el efecto Hawthorne). Además, las expectativas del investigador, la contaminación de las condiciones de tratamiento puede alterar la respuesta. Como reflejo de la perspectiva neta nomológica, las construcciones pueden obtener apoyo simplemente definiendo su resultado predicho, sin incluir otros datos pertinentes. Por ejemplo, usando solamente satisfacción de trabajo como un indicador de la felicidad excluirá la información relevante desde fuera del lugar de trabajo. En líneacon el multi-método, perspectiva multi-rasgo, y las perspectivas del modelo estructural de ecuaciones, se aconseja usar múltiples indicadores. Experimentos de doble vista indican que los propios investigadores pueden ser amenazas para la construcción de validez, y los estudios deben tratar de controlar este efecto.
Trochim. incluye "Explicación pre-operacional inadecuada de los constructos, Mono-Operación, Mono-Método, interacción de los diferentes tratamientos, Interacción de pruebas y tratamiento, niveles de constructos, Hipótesis de adivinanzas, Aprehensión de la evaluación y expectativas del experimentador ", en sus definiciones de amenazas a la validez de constructo.